# Дорош Ганна Аркадіївна
Га́нна Арка́діївна До́рош (нар. 11 грудня 1969, Усть-Каменогорськ, Казахська РСР) — українська балерина і балетмейстерка, народна артистка України.

## Загальні відомості
Народилася 11 грудня 1969 в Усть-Каменогорську.
В 1988 році закінчила Новосибірське хореографічне училище (клас А. Никифорової).
1988—1989 — акторка Новосибірського театру опери та балету.
1989—1998 — акторка Дніпропетровського театру опери та балету. 1993 року їй було присвоєно звання заслуженої артистки України.
З 1999 — солістка Київського театру опери та балету імені Тараса Шевченка.
Викладає класичний танець в хореографічній гімназії «Кияночка».

## Партії
- Дівчина («Весна священна» І. Стравинського)
- Егіна, Фрігія («Спартак» А. Хачатуряна)
- Жізель, Медора («Жізель», «Корсар» А. Адана)
- Кармен («Кармен-сюїта» Ж. Бізе — Р. Щедріна)
- Кітрі, Нікія («Дон Кіхот», «Баядерка» Л. Мінкуса)
- Ліза («Марна пересторога» П. Гертеля)
- Мавка («Лісова пісня» М. Скорульського)
- Одетта-Одилія, Аврора, Маша («Лебедине озеро», «Спляча красуня», «Лускунчик» П. Чайковського)
- Раймонда («Раймонда» О. Глазунова)
- Сильфіда («Сильфіда» Х. Левенсхольда)

## Нагороди та відзнаки
- Почесна грамота Президії Верховної Ради УРСР (1991)[3]
- Почесне звання "Народна артистка України" (2001)[4].
- Почесне звання "Заслужена артистка України" (1993)[5]
- Лауреатка конкурсу ім. Петра Чайковського в Москві (1989, 3-я премія)
- Лауреатка міжнародного конкурсу класичного танцю у Парижі (1990, срібна медаль)
- Лауреатка міжнародного конкурсу класичного танцю у Токіо (1993, срібна медаль)
- Лауреатка міжнародного конкурсу класичного танцю у Люксембурзі (1993, Гран-Прі)
- Лауреатка міжнародного конкурсу класичного танцю у Будапешті (1994, золота медаль)
- Кавалер Ордена Святого Станіслава[6]